# Reuzenweekschildpadden
Reuzenweekschildpadden (Pelochelys) zijn een geslacht van schildpadden uit de familie weekschildpadden (Trionychidae). De groep werd voor het eerst wetenschappelijk beschreven door John Edward Gray in 1864. 
Er zijn drie soorten die indrukwekkende afmetingen kunnen bereiken. Het schild van Pelochelys bibroni kan een meter lang worden, Pelochelys cantorii kan zelf twee meter bereiken, alleen zeeschildpadden worden doorgaans zo lang. Over de derde soort, Pelochelys signifera, is vrijwel niets bekend, deze pas in 2002 erkende soort leeft alleen in noordelijk Papoea-Nieuw-Guinea en verschilt iets in schildvorm en kleuren.
Alle soorten hebben een zeer plat, pannenkoek-achtig schild, sterk ontwikkelde zwemliezen en een spitse snuitpunt. Het eigenlijke schild bestaat bij alle drie de soorten uit een verhard centraal middendeel dat verstevigd is met de ribben en vaak duidelijk te onderscheiden is van de rest van het schild dat bestaat uit huid, die flexibel en rubberachtig is en zowel de zijkanten als met name de achterpoten bedekt en beschermd.

## Taxonomie
Geslacht Pelochelys
- Soort Bibrons reuzenweekschildpad (Pelochelys bibroni)
- Soort Cantors reuzenweekschildpad (Pelochelys cantorii)
- Soort Pelochelys signifera